# Élection présidentielle kazakhe de 2022
L'élection présidentielle kazakhe de 2022 se déroule le 20 novembre 2022 afin d'élire le président de la république du Kazakhstan.
L'élection, qui a lieu deux ans avant la date prévue, intervient dans le contexte de nombreuses révisions constitutionnelles initiées par le président, Kassym-Jomart Tokaïev, à la suite de la révolte populaire ayant secoué le pays en janvier 2022.
Sans surprise dans le contexte d'un régime autoritaire, Tokaïev arrive largement en tête avec plus de 81 % des suffrages exprimés.

## Contexte

### Arrivée au pouvoir de Kassym-Jomart Tokaïev en 2019

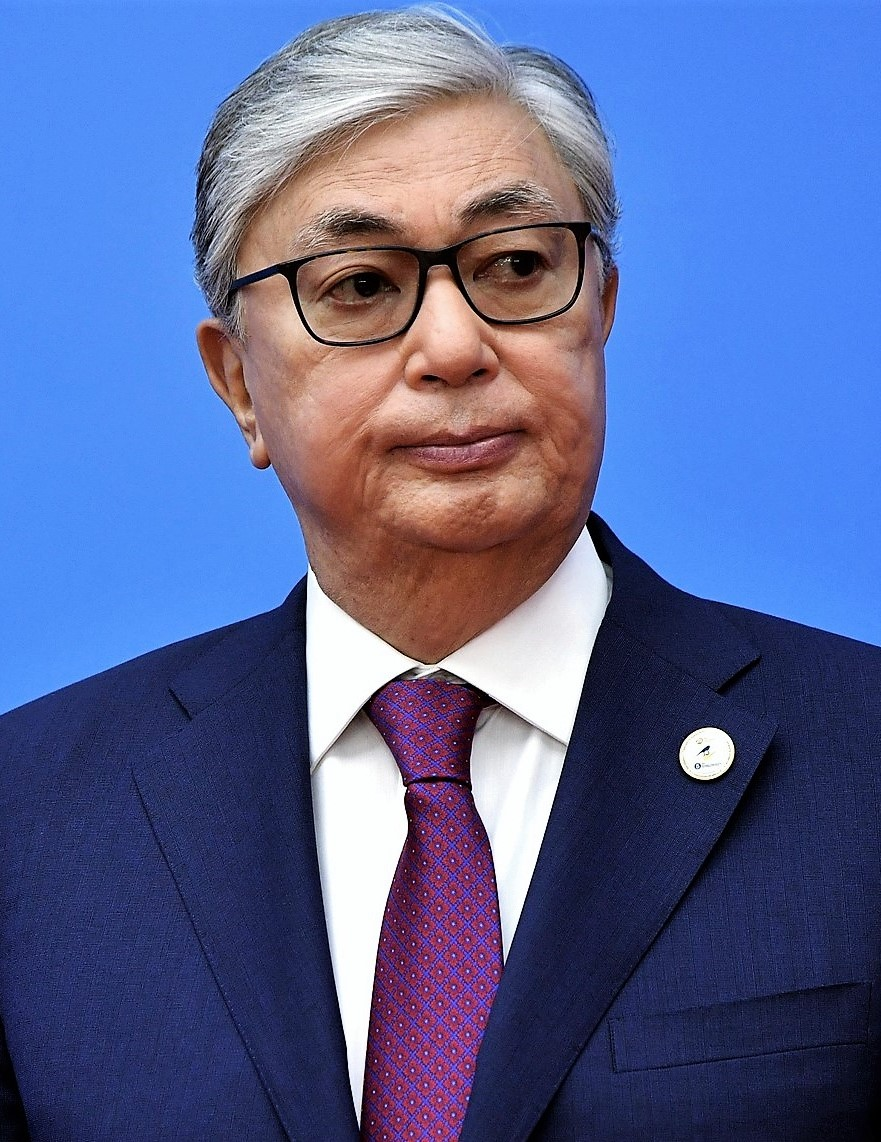
Kassym-Jomart Tokaïev.

L'élection présidentielle de 2022 intervient trois ans après la précédente, elle aussi organisée de manière anticipée. Au pouvoir depuis l'indépendance du pays en 1991, Noursoultan Nazarbaïev décide en effet le 19 mars 2019 de se retirer au profit de Kassym-Jomart Tokaïev, alors président du Sénat et homme de confiance. La capitale Astana est renommée Noursoultan en son honneur. 
Devenu président de plein exercice, Kassym-Jomart Tokaïev n'est alors pas contraint à un intérim et peut selon la constitution continuer le mandat de son prédécesseur jusqu'à son terme, prévu pour avril 2020. Le 9 avril 2019, cependant, il déclare la tenue d'une élection présidentielle anticipée pour asseoir sa légitimité, soutenu par le parti Nour-Otan  de Nazarbaïev,. 
Son élection, jugée gagnée d'avance par la plupart des observateurs internationaux, intervient sans surprise dès le premier tour avec un peu plus de 70 % des suffrages et un taux de participation de 77 %,,,. 
Le Kazakhstan n'est en effet généralement pas considéré comme une démocratie. Freedom House début 2019 résume ainsi la situation dans le pays : « les élections ne sont ni libres, ni justes et tous les principaux partis font preuve de loyauté politique au président. Les autorités marginalisent systématiquement ou emprisonnent les figures d'opposition réelle. Les médias dominants sont aux mains de l'État ou bien sont la propriété d'hommes d'affaires favorables au gouvernement. La liberté d'expression et de réunion demeure restreinte, et la corruption est endémique ». L'opposition est durement réprimée et inaudible dans les médias, malgré une montée des critiques sur internet. Le scrutin est ainsi qualifié d'« élection de façade » et de « farce électorale »,,. Le jour du vote, des irrégularités ont lieu et des centaines de manifestants sont arrêtés,.
Après l'élection de Kassym-Jomart Tokaïev à la présidence, Nazarbaïev conserve dans l’ombre plusieurs fonctions-clés dont celle de président du Conseil de sécurité, ainsi que le titre de Chef de la nation (Elbasy), qui lui garantit l'immunité judiciaire.

### Révolte de 2022

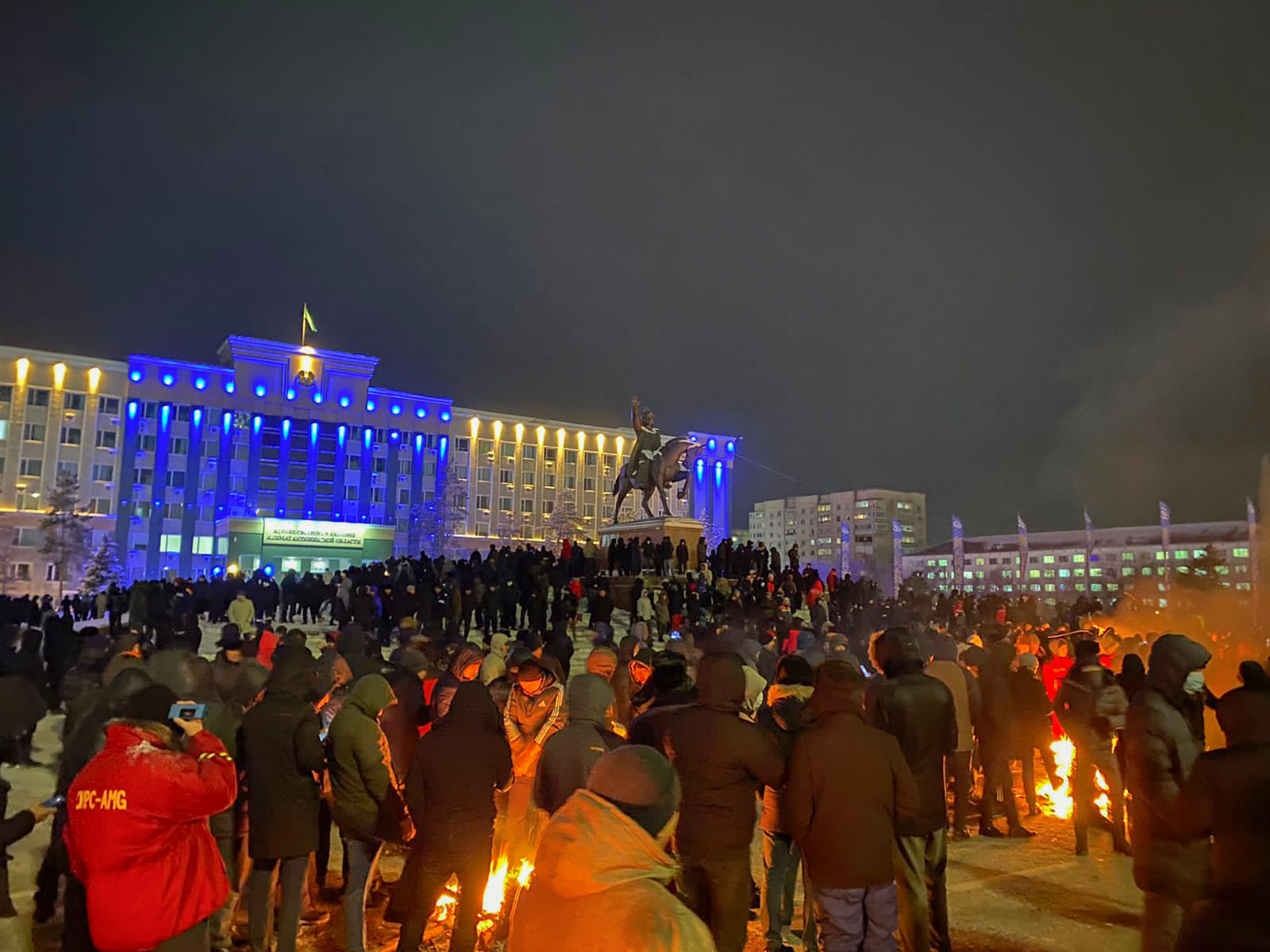
Rassemblement à Aktioubé le 4 janvier 2022.

Le Kazakhstan connait plusieurs jours de révolte populaire du 2 au 11 janvier 2022. Dans un contexte de mécontentement envers le gouvernement de Tokaïev et de très fortes inégalités de revenu, une brusque augmentation du prix du gaz et du carburant provoquée par la fin du contrôle des prix déclenche des manifestations spontanées qui se transforment rapidement en révolte,,.

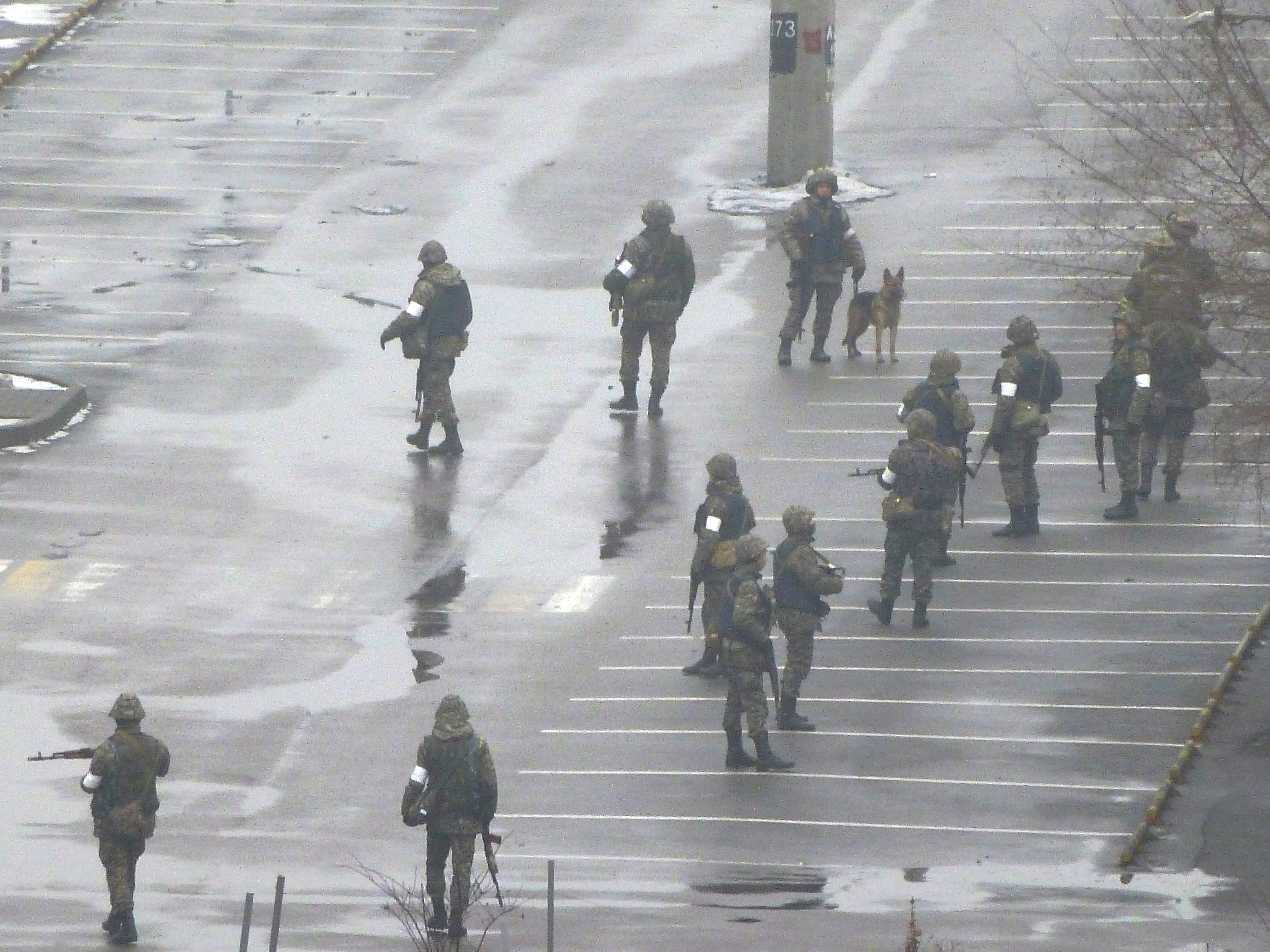
Forces militaires à Almaty le 8 janvier.

L'ampleur des violentes manifestations de janvier 2022 amène Tokaïev à déclarer l'état d'urgence dans plusieurs régions le 5 janvier, suivi de la démission du gouvernement du Premier ministre Askar Mamine, tandis que Noursoultan Nazarbaïev est évincé de la présidence du Conseil de sécurité,. Après avoir rapidement étendu l'état d'urgence à tout le pays, le président kazakh autorise la police et l'armée à tirer à vue sans sommation afin de « détruire » les manifestants qu'il qualifie de « bandits » et de « terroristes », avant de faire appel dans la nuit du 5 janvier à l'Organisation du traité de sécurité collective (OTSC), une organisation politico-militaire dominée par la Russie,,.
En réponse, l'OTSC déploie des troupes de maintien de la paix dans la capitale Nour-Soultan puis dans les principales villes du pays dont notamment l'ancienne capitale Almaty, conduisant à un écrasement de la révolte qui prend fin le 11 janvier suivant,. L'intervention militaire extérieure s'achève avec le retrait des troupes de l'OTSC du 13 au 19 janvier.

### Réformes constitutionnelles

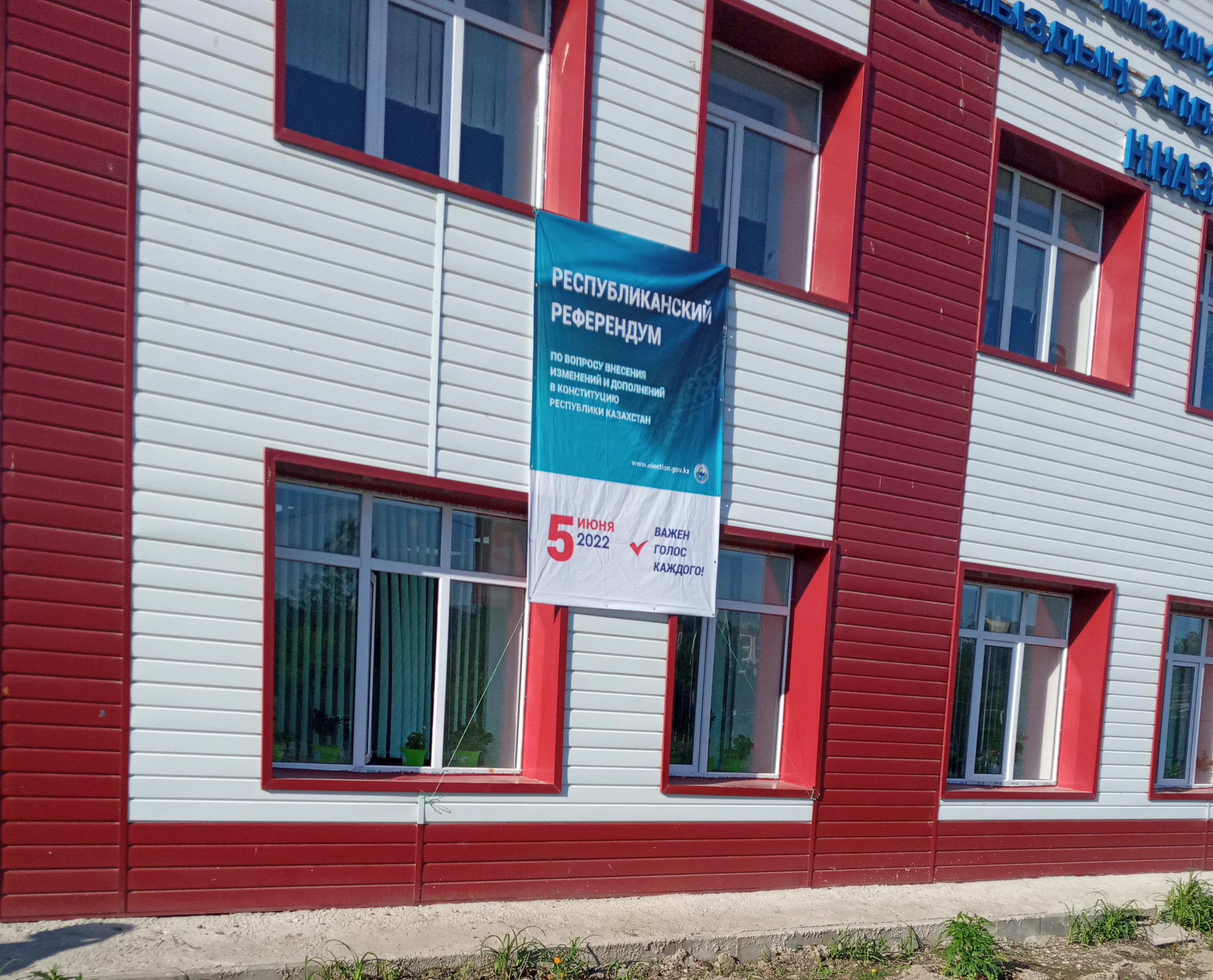
Affiche promouvant le référendum de juin 2022 à Kulan.

Les évènements de janvier, qualifiés par le président Tokaïev de tentative de coup d'État, sont rapidement suivis de nombreuses promesses de changement. Le président kazakh annonce ainsi le rétablissement pour six mois du contrôle des prix, le remplacement d'Askar Mamine par Alikhan Smaïlov et le renvoi du ministre de l'intérieur Murat Bektanov,. Surtout, Tokaïev promet de vastes réformes institutionnelles et économiques, se servant de Noursoultan Nazarbaïev et de ses associés comme de boucs émissaires pour dévier les critiques de la population,.
Tokaïev soumet une révision de plus d'une trentaine d'articles de la constitution de 1995 au vote de la population lors d'un référendum organisé le 5 juin 2022. La révision, adoptée par 77,18 % des votants avec un taux de participation de 68,05 %, porte sur plusieurs domaines dont principalement la réduction des pouvoirs du président de la République. Il ne peut entre autres par conséquent plus annuler les décisions des collectivités territoriales régionales et municipales, ni appartenir à un parti politique, tandis que sa famille proche se voit interdire d'exercer des fonctions politiques.
La peine de mort est abolie, et un poste de médiateur de la République est créé. Noursoultan Nazarbaïev  se voit quant à lui retirer son titre de Chef de la nation, et donc son immunité judiciaire.
Ayant été approuvée à une très large majorité dans la totalité des régions et villes autonomes du pays avec une participation supérieure au quorum de 50 % des inscrits, la révision constitutionnelle entre en vigueur,. Kassym-Jomart Tokaïev promet alors de poursuivre les réformes démocratiques,.

### Convocation anticipée

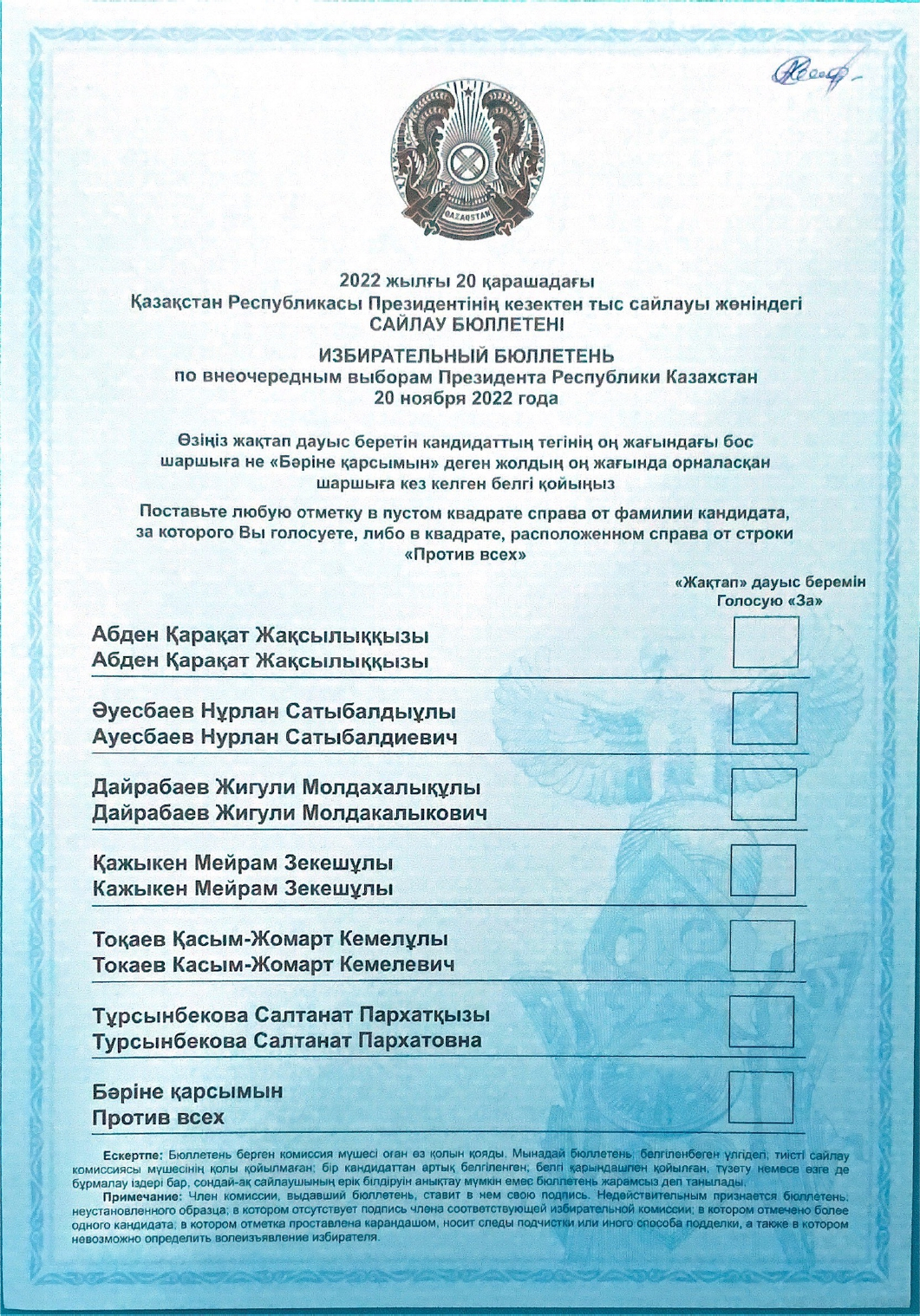
Bulletin de vote utilisé

Trois mois plus tard, lors de son discours sur l'état de la Nation de septembre, Tokaïev annonce la convocation d'une élection présidentielle anticipée deux ans avant la date prévue, déclarant dans la foulée son intention de se présenter pour un second mandat. L'élection doit être suivie début 2023 d'élection législatives elles aussi anticipées, tandis qu'une amnistie est accordée aux participants de la révolte de janvier. Le chef de l’État fait cependant également part de son projet de modifier après l'élection les limites entourant les mandats présidentiels, afin de les faire passer d'une durée de cinq ans renouvelable une seule fois, à une durée de sept ans non renouvelable. Cette dernière proposition fait l'objet de critiques, le président étant soupçonné de vouloir être réélu pour cinq ans selon les règles en vigueur, puis de pouvoir concourir à une réélection pour sept ans selon de nouvelles règles non rétroactives remettant le compteur des mandats à zéro.
En réponse, Tokaïev transmet le 12 septembre son projet au Conseil constitutionnel en vue de le faire valider avant la présidentielle de 2022. Le Conseil valide le texte le 13 septembre, et celui ci est ratifié par le Parlement puis signé par le président le 17 du même mois. L'élection présidentielle de 2022 doit ainsi donner lieu à un mandat unique de sept ans,,.
Le gouvernement poursuit en parallèle sa politique de prise de distances avec l’héritage de Noursoultan Nazarbaïev, écartant progressivement les membres de l'influent clan de l’ancien président des postes à responsabilités. L'un de ses neveux est ainsi arrêté pour détournements de fonds, tandis que la capitale Noursoultan retrouve en septembre son nom d'Astana et que le parti Nour-Otan change de nom pour devenir Amanat,. Sans surprise, ce dernier propose le 6 octobre la candidature de Kassym-Jomart Tokaïev à la présidentielle, ce dernier restant officiellement indépendant en vertu de la révision de juin 2022.

## Mode de scrutin
Le président de la république du Kazakhstan est élu au scrutin uninominal majoritaire à deux tours pour un mandat de sept ans non renouvelable. Si aucun candidat ne recueille la majorité absolue au premier tour, un second est organisé entre les deux candidats arrivés en tête, et celui recueillant le plus de voix l'emporte.
La loi électorale amendée en 2021 réintroduit la possibilité pour les électeurs de voter « Aucun d'entre eux ». S'il est par conséquent possible pour le candidat élu au second tour de l’emporter sans réunir la majorité absolue des suffrages exprimés, son élection n'est pas pour autant invalidée, seule la majorité relative étant requise,.

## Résultats
| Candidats                | Candidats                | Partis                   | Premier tour | Premier tour |
| Candidats                | Candidats                | Partis                   | Voix         | %            |
| ------------------------ | ------------------------ | ------------------------ | ------------ | ------------ |
|                          | Kassym-Jomart Tokaïev    | Amanat                   | 6 456 392    | 81,31        |
|                          | Jiguli Dairabaev         | Auyl                     | 271 641      | 3,42         |
|                          | Qaraqat Äbden            | Indépendant              | 206 206      | 2,60         |
|                          | Nurlan Äuesbaev          | OSDP                     | 200 907      | 2,53         |
|                          | Meiram Qajyken           | Yntymaq                  | 176 116      | 2,22         |
|                          | Saltanat Tursynbekova    | Indépendant              | 168 731      | 2,12         |
|                          | « Aucun d'entre eux »    | « Aucun d'entre eux »    | 460 484      | 5,80         |
|                          |                          |                          |              |              |
| Votes valides            | Votes valides            | Votes valides            | 7 940 477    | 95,67        |
| Votes blancs et nuls     | Votes blancs et nuls     | Votes blancs et nuls     | 359 969      | 4,33         |
| Total                    | Total                    | Total                    | 8 300 046    | 100          |
| Abstention               | Abstention               | Abstention               | 3 653 419    | 30,56        |
| Inscrits / participation | Inscrits / participation | Inscrits / participation | 11 953 465   | 69,44        |

## Analyse
Comme attendu, Kassym-Jomart Tokaïev est réélu pour un nouveau mandat dès le premier tour. Le choix « Aucun d'entre eux » recueille plus de suffrages qu'aucun autre candidat en lice. Il prête serment pour un nouveau mandat le 26 novembre 2022 au palais de l'indépendance à Astana.
Le Sénat est renouvelé comme prévu aux élections sénatoriales organisées le 14 janvier 2023, toujours intégralement composé d'élus sans étiquettes. Cinq jours plus tard, Kassym-Jomart Tokaïev dissout le Mäjılıs et convoque des élections législatives, régionales et municipales anticipées, achevant ainsi le renouvellement de l'ensemble des élus sous la nouvelle version de la constitution, dans ce qui est ouvertement mis en avant comme un nouveau départ via une « réinitialisation » des institutions. Le pays reste cependant de facto autoritaire, l'opposition officielle restant réprimée. Le parti présidentiel remporte ainsi à nouveau la victoire, en l'absence de partis autres que ceux fantoches maintenus par le pouvoir,.